# Saviano
Saviano è un comune italiano di 15 913 abitanti della città metropolitana di Napoli in Campania.

## Geografia fisica
Saviano è situato ai confini occidentali dell'agro nolano, a 3 km a sud-ovest di Nola.

## Storia
Il comune di Saviano nasce dall'aggregazione con quelli di Sant'Erasmo e di Sirico nel 1867, in forza del regio decreto 11 agosto 1867, n. 3869.
Per quanto riguarda il toponimo, varie sono le tesi sull'origine: alcuni sostengono che "Saviano" derivi da "praedium sabinianum", fondo rustico appartenente ad una gens Sabinia; oppure da "praedium sabianum" appartenente invece alla gens Sabia, una famiglia originaria di Saba, insediatasi sul territorio nel I secolo d.C.; infine, altri studiosi fanno derivare il nome del comune campano dal monte Somma, che si chiamava "Savino".

Gonfalone comunale

Storicamente parte della Terra di Lavoro, dopo l'Unità d'Italia fu incluso nei confini della provincia omonima con capoluogo Caserta. Nel 1927 la provincia fu abolita per volontà del regime fascista e Saviano, assieme a tutto il circondario di Nola, fu annesso alla provincia di Napoli.
Ad oggi il primo documento che certifica il toponimo risale a qualche anno dopo il "Mille", in un anno compreso tra il 1008 ed il 1042, quando è registrata la forma "saviana". In seguito si trovano documentate anche le forme "locus qui nominatur Sabiana" (1109) e "Saviane" (1171). In ogni caso, l'antropizzazione del luogo, ad iniziare dalla romanità, fu incrementata intorno al VII-VIII secolo d.C., in rapporto alla nascita della "Ecclesia Sancti Arcangeli" o Chiesa di San Michele Arcangelo, crollata nel 1785 e mai più ricostruita; infatti il suo ministero fu translato nella Chiesa di San Giacomo Apostolo.
Saviano fu dapprima Casale (insieme agli altri comuni facenti oggi parte dell'Agro Nolano) di Nola, e poi libera Università. Dopo l'anno mille infatti, divenuta Nola troppo angusta, molti popolarono la località di Saviano.

## Monumenti e luoghi d'interesse
Tra i monumenti storici più antichi di Saviano per l'imponenza architettonica e per le diverse opere d'arte risalenti al 1700-1800, vi è sicuramente la Chiesa di San Giacomo Apostolo, sorta nel Medioevo come confraternita laicale, poi evoluta in Chiesa-Ospedale, quindi dal 1829 in "Chiesa di San Giacomo Apostolo e Parrocchia di Saviano". Il suo monumentale campanile a due piani fu eretto nel 1734, accresciuto intorno al 1840 del terzo piano, il quale, però, venne demolito nel 1861 perché pericolante. Il suo basamento in grossi blocchi squadrati proviene dalla cava calcarea che esisteva a Nola, "sotto la strada de' cappuccini", come documentato nel 1816. All'interno della chiesa si possono ammirarare un Maestoso tamburo di legno intarsiato, con otto pannelli su cui sono scolpite in alto rilievo statue delle beatitudini. Sul tamburo si erge una balaustra con la cantoria e con un seicentesco organo a mantice. Molto importante e di ottima fattura è la statua lignea raffigurante Cristo morto, datata XVII sec., portata a spalla in processione il giorno del Venerdì Santo.
Ricche di opere d'arte sono anche la Chiesa dell'Immacolata, la Chiesa della Libera, nonché le chiese di Sant'Erasmo e di San Giovanni Battista.
Di una certa importanza anche il "Monumento ai Caduti", nella piazza che fu ribattezzata Vittoria dopo la Prima guerra mondiale; esso è forse il primo monumento ai caduti della Grande Guerra, di Terra di Lavoro.
Notevole è l'ex Orfanotrofio Pietro Allocca, nonché il Palazzo Ciccone ad esso adiacente, dove nacque Antonio Ciccone (Saviano, 7 Febbraio 1808-Napoli, 2 Maggio 1893) che fu medico e politico (Ministro dell'Agricoltura, dell'Industria e del Commercio del Regno d'Italia nel secondo Governo Menabrea).
Ai primi anni del 1900 risale l'edificio scolastico "Maria di Piemonte" dinanzi al quale sorse quasi negli stessi anni "un grazioso pubblico giardino", oggi villa Comunale.
- Chiesa Madre di San Giacomo Apostolo
- Chiesa di Sant'Erasmo
- Chiesa della Libera
- Chiesa dell'Immacolata
- Chiesa di San Giovanni Battista (frazione: Sirico)
- Giardino Palazzo Allocca
- Villa Imperatore
- The Tonk
- Palazzo Allocca
- Monumento ai Caduti in piazza Vittoria

## Società

### Evoluzione demografica
Abitanti censiti

### Tradizioni e folclore
- Carnevale di Saviano

## Cultura

### Scuole
L'Istituto Statale d'Istruzione Superiore di Saviano è nato nel 2001/2002 dalla fusione, avvenuta nell'ambito del Piano Nazionale di Dimensionamento, tra la succursale dell'Istituto U. Nobile di Nola - sede di Saviano e la sede staccata dell'Istituto Theti - sede di Palma Campania. Nell'anno 2013/14 a seguito di un ulteriore dimensionamento, la sede di Palma Campania è stata accorpata ad altra scuola, mentre all'IPCT di Saviano è stata associato l'IPIA "G. Ferraris" di Marigliano.

## Infrastrutture e trasporti
Il comune è attraversato dall'omonima stazione, sulla linea Napoli-Nola-Baiano della ferrovia Circumvesuviana.

## Amministrazione
| Periodo          | Periodo          | Primo cittadino      | Partito                                             | Carica           | Note          |
| ---------------- | ---------------- | -------------------- | --------------------------------------------------- | ---------------- | ------------- |
| 19 novembre 1990 | 21 maggio 1992   | Ferdinando Ambrosino | Democrazia Cristiana                                | Sindaco          | [ 13 ]        |
| 17 luglio 1992   | 20 novembre 1993 | Antonio Ciccone      | Democrazia Cristiana                                | Sindaco          | [ 13 ]        |
| 18 dicembre 1993 | 5 aprile 2005    | Carmine Sommese      | Democrazia Cristiana liste civiche di centro-destra | Sindaco          | [ 13 ]        |
| 5 aprile 2005    | 14 giugno 2006   | Ferdinando Ambrosino | La Margherita                                       | Sindaco          | [ 13 ]        |
| 14 giugno 2006   | 27 maggio 2007   | Simonetta Calcaterra | -                                                   | Comm. pref.      | [ 13 ]        |
| 27 maggio 2007   | 10 giugno 2011   | Rosa Buglione        | L'Unione                                            | Sindaco          | [ 13 ]        |
| 10 giugno 2011   | 7 maggio 2012    | Gabriella D'Orso     | -                                                   | Comm. pref.      | [ 13 ]        |
| 7 maggio 2012    | 17 aprile 2020   | Carmine Sommese      | UdC, liste civiche                                  | Sindaco          | [ 13 ] [ 14 ] |
| 17 aprile 2020   | 27 ottobre 2020  | Carmine Addeo        | UdC, liste civiche                                  | Vicesindaco f.f. | [ 13 ]        |
| 27 ottobre 2020  | in carica        | Vincenzo Simonelli   | PD, liste civiche                                   | Sindaco          | [ 13 ] [ 15 ] |

## Sport
Nel comune hanno sede la società di calcio a 5 A.D.S. Saviano Città del Carnevale, la società di calcio A.S.C.D. Saviano 1960, militante in promozione 2023/2024 girone C , la società di pallacanestro Tigers Saviano, la società di pallavolo A.S.D Volley Saviano, la società podistica ASD Running Saviano e la società di tiro con l'arco ASD Arcieri Vesuviani.